# Bill Clinton
William Jefferson (Bill) Clinton (Hope, Arkansas, 19 augustus 1946) is een Amerikaans politicus van de Democratische Partij. Hij was de 42e president van de Verenigde Staten van 1993 tot 2001.
Clinton, een jurist van beroep, was van 1973 tot 1976 hoogleraar staatsrecht aan de Universiteit van Arkansas. Hij was van 1977 tot 1979 de procureur-generaal van Arkansas en van 1979 tot 1981 en van 1983 tot en met 1992 de 40e en 42e gouverneur van Arkansas.
In 1992 won Clinton, samen met running mate Al Gore, de verkiezing van 1992 en versloeg daarmee de zittende president George H.W. Bush. Tijdens de verkiezingen van 1996 versloeg hij Republikein Bob Dole en werd daarmee verkozen voor een tweede termijn. Aan beide verkiezingen deed een onafhankelijke kandidaat mee: de zakenman en miljardair Ross Perot, die eerst 19% en later 8% van de stemmen haalde.
Clinton is getrouwd met de voormalige minister van Buitenlandse Zaken en oud-senator Hillary Clinton. Samen hebben ze één dochter, Chelsea. Hillary Clinton was de presidentskandidaat namens de Democratische Partij voor de verkiezingen van 2016, maar verloor nipt van Donald Trump.

## Biografie

### Jeugd en huwelijk
Clinton werd geboren als William Jefferson Blythe III op 19 augustus 1946 in Hope (Arkansas). Zijn vader, William Jefferson Blythe, Jr., stierf bij een auto-ongeval drie maanden voor Clinton werd geboren. Toen William vier jaar oud was, hertrouwde zijn moeder met Roger Clinton uit Hot Springs. Daar groeide William (Bill) ook op. Tijdens zijn tijd op de plaatselijke highschool nam hij de achternaam Clinton aan.
Toen hij tijdens een bezoek aan het Witte Huis in 1963 president John F. Kennedy ontmoette en Martin Luther King zijn historische "I Have a Dream"-toespraak gaf, besloot Clinton te streven naar een carrière in de politiek.
In 1968 studeerde hij af aan de universiteit van Georgetown en won de prestigieuze Rhodesbeurs voor de Universiteit van Oxford. In 1973 ontving hij de graad "Juris Doctor" aan de Yale-universiteit.
Tijdens zijn studie aan Yale ontmoette hij Hillary Diane Rodham. Zij trouwden in 1975. Vijf jaar later, in 1980, werd hun enige kind geboren, dochter Chelsea Victoria.
Na de Lewinsky-affaire vertelde hij zich tegenover hen te schamen voor de relatie die hij met Lewinsky had gehad en vooral voor het tegenover hen expliciet ontkennen ervan toen die in het nieuws kwam.

### Vroege carrière

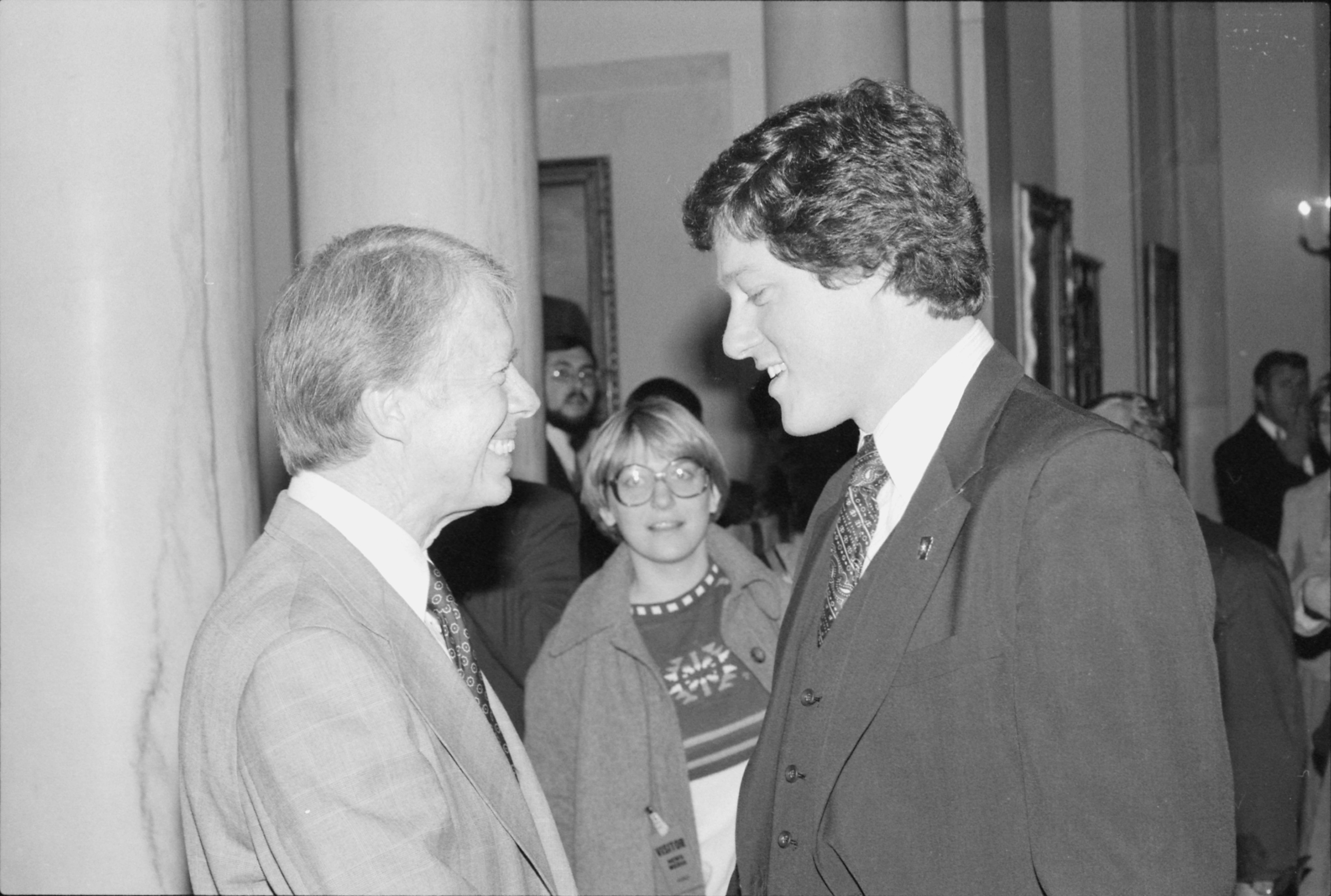
Nieuw gekozen gouverneur van Arkansas Bill Clinton en toenmalig president Jimmy Carter in 1978.

Na enkele jaren als universitair docent rechten te hebben onderwezen aan de Universiteit van Arkansas, werd Clinton procureur-generaal (Attorney General) van Arkansas.
In 1978 werd Clinton gekozen als de 40e gouverneur van Arkansas, maar verloor in 1980 van zijn Republikeinse uitdager Frank White. Clinton werkte de volgende twee jaar aan zijn comeback. In 1982 slaagde hij erin om opnieuw gekozen te worden als gouverneur. Hij bekleedde in totaal drie termijnen lang (in 1981 beliep één termijn twee jaar; nadien bedroeg deze vier jaar) de positie van gouverneur van Arkansas, te weten van 1979 tot 1981 en van 1983 tot 1992.
In 1992 stelde Clinton zich verkiesbaar voor het presidentschap. Door het winnen van de Golfoorlog leek president George H.W. Bush van een herverkiezing verzekerd. Verschillende prominente Democraten stelden zich daarom niet verkiesbaar. In de voorverkiezingen nam Clinton het op tegen Jerry Brown en Paul Tsongas. Clinton won de voorverkiezingen met een grote meerderheid en hiermee de nominatie van de Democratische Partij. Hij koos senator Al Gore van Tennessee als running mate.
Mede dankzij de slechte economie (Clinton: "It's the economy, stupid!" - vert.: "Het gaat om de economie, sukkel!"), een belastingverhoging en - niet te onderschatten - zijn uitzonderlijke charme en charisma, won Clinton samen met Al Gore de verkiezingen van 1992.
Volgens commentatoren had Clintons charisma echter ook een schaduwzijde, hetgeen tijdens zijn presidentschap pijnlijk tot uitdrukking zou komen.

## Presidentschap

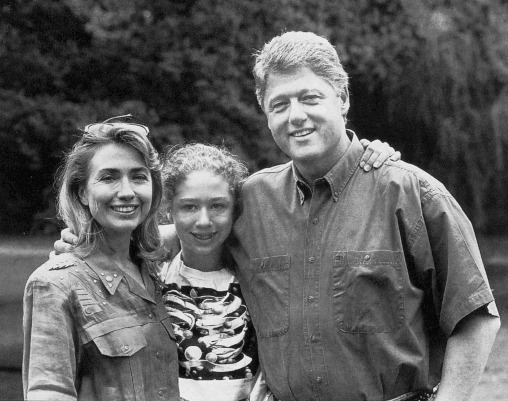
Hillary, Chelsea en Bill Clinton in 1993.

Clinton was de eerste Democraat sinds Franklin D. Roosevelt die twee volledige ambtstermijnen als president volmaakte.
Zijn verkiezing betekende het einde van een tijdperk van dominantie door de Republikeinen, die de president hadden geleverd gedurende de twaalf jaar daarvoor en gedurende 20 van de 24 jaar daarvoor. Deze verkiezing gaf de Democraten, voor het eerst sinds Jimmy Carter, weer de volledige controle over de drie belangrijkste takken van de federale overheid te weten beide kamers van het Congres en het presidentschap.
Meteen na zijn aantreden loste Clinton een verkiezingsbelofte in door de zogeheten "Family and Medical Leave Act" (1993) te tekenen, een wet die bedrijven vanaf een bepaalde omvang verplichtte hun werknemers onbetaald verlof te verlenen in geval van ernstige medische problemen of problemen binnen de familie. Dit deed meer goeds voor zijn populariteit dan zijn aarzeling een andere belofte in te lossen, die om de acceptatie van openlijke homoseksuelen in het leger te vergroten. Van links kwam de kritiek dat zijn aanpak te vrijblijvend was, terwijl rechts meende dat Clinton weinig begreep van het leger. Na een lange discussie besloten Clinton en het Pentagon tot een "Don't ask, don't tell"-beleid ("niet naar vragen, niet zeggen"), wat na een lange discussie op 22 december 2010 werd afgeschaft onder het presidentschap van Barack Obama.
Onder Clinton was er gedurende de jaren 90 sprake van aanhoudende economische groei (die volgens het Office of Management and Budget al in april 1991 begon), afnemende werkloosheid en toenemende welvaart als gevolg van de hausse op Wall Street. In hoeverre dit te danken is aan Clinton is een veelbesproken kwestie. Veel positieve invloed ging ook uit van het Congres en van Alan Greenspan, het door Clinton herbenoemde hoofd van de Federal Reserve. Tevens speelde een combinatie van belangrijke technologische ontwikkelingen en de gunstige wereldeconomie een rol, zaken waar Clinton weinig invloed op had.
Tussen 1992 en 1994 konden de Democraten een grote invloed uitoefenen, maar de zogeheten "mid-term" verkiezingen van 1994 werden een drama voor de partij. De Democraten verloren hun meerderheid in Huis en Senaat voor de eerste keer in 40 jaar. Dit kwam in belangrijke mate door de mislukte poging van Hillary Clinton om een veelomvattend volksgezondheidssysteem te creëren.

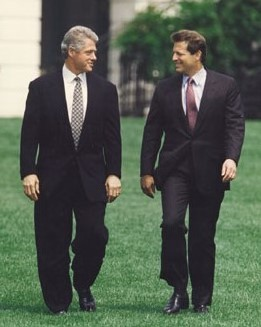
Bill Clinton en Al Gore in 1993.

Na de verkiezingen van 1994 verschoof de aandacht vooral naar het "Contract with America" ("Contract met Amerika") gepropageerd door "Speaker of the House" (voorzitter) Newt Gingrich. Het in meerderheid Republikeinse Congres vocht met Clinton over de begroting. Clinton werd tijdens de verkiezingen van 1996 met een ruime marge herkozen ten koste van de Republikeinse kandidaat Bob Dole. De Republikeinen hielden hun meerderheid in het Congres, maar verloren wel enkele zetels.

### Whitewater-schandaal, zaak-Paula Jones, Lewinsky-affaire, impeachment en vrijspraak
Een groot deel van Clintons presidentschap werd overschaduwd door schandalen of nep-schandalen. Kenneth Starr was Speciale Aanklager (independent counsel) bij het onderzoek van het Whitewater-schandaal, over een mislukte gronddeal van jaren eerder, maar deze zaak breidde zich uit naar de zelfmoord van Clintons vriend Vince Foster en "Troopergate", een zaak die draaide om een "Trooper" (beveiliger) van de staat Arkansas die beweerde seksuele ontmoetingen te hebben geregeld voor Clinton, destijds gouverneur. Later trok de man die beweringen in en beweerde hij geld te hebben gekregen van het conservatieve blad American Spectator. Iets dergelijks gold voor Jones, die toegaf geld te hebben ontvangen van conservatieve politieke groeperingen. Starrs opvolger, Robert Ray, stelde voor geen van de aanklachten vervolging in.
Starrs werkterrein werd successievelijk verder uitgebreid met de twee hierna genoemde zaken.
Paula Jones, medewerkster van de staat Arkansas, begon een civiele rechtszaak tegen Clinton, over een incident van seksuele intimidatie in de tijd dat Clinton gouverneur van Arkansas was. Deze zaak werd later geschikt voor $ 850.000. Een federale rechter veroordeelde Clinton vanwege minachting van het hof (het liegen in een verklaring) tot het betalen van een boete van $ 90.000. Om de procedures te vermijden die zouden worden aangespannen om hem zijn recht tot het uitoefenen van het vak van advocaat te ontnemen, leverde hij dit recht zelf in.
Clinton werd in het kader van deze zaak gedwongen alle eventuele seksuele relaties die hij op het werk gehad had te noemen, ook die met wederzijdse instemming (dit zou gebruikelijk zijn bij een zaak als deze). Clinton verklaarde daarop onder ede dat hij geen enkele seksuele relatie op het werk gehad had. Hij werd beschuldigd van meineed toen hij een seksuele relatie bleek te hebben gehad met stagiaire Monica Lewinsky. Hij werd hierover verder ondervraagd (een (discovery) deposition) in januari 1998 en in augustus 1998 bij een ondervraging in het Witte Huis die live op video gevolgd werd in het gerechtsgebouw door de grand jury van deze zaak. In januari ontkende hij nog alles, ook tegen zijn vrouw en dochter. Bij de grand jury ging het onder meer over de definitie van een seksuele relatie. Hij had vooral orale seks ontvangen van Lewinsky (dit bleek uit verklaringen van Lewinsky; zelf zei Clinton alleen dat het ongepaste gedragingen waren) en dat hij vond dat dat niet viel onder de aan hem voorgelegde definitie. Overigens had hij ook haar borsten betast, wat er in ieder geval onder viel.
Starr droeg deze zaak in september 1998 voor aan het Huis van Afgevaardigden van de Verenigde Staten, voor "impeachment" van Clinton (een aanklacht in het kader van een afzettingsprocedure) op grond van verdenkingen van meineed en tegenwerking van de rechtsgang (niet de relatie zelf, die was formeel geen probleem). Het Huis van Afgevaardigden besloot daarop tot impeachment. De Senaat besloot echter op 12 februari 1999, in een rechtszaak die begon op 7 januari 1999, om Clinton niet te veroordelen, waardoor hij zijn tweede termijn kon afmaken. In de Senaat waren 67 stemmen nodig voor afzetting van de president. De beschuldiging van meineed kreeg 45 stemmen voor en 55 tegen. Bij de aanklacht wegens belemmering van de rechtsgang waren de stemmen gelijk verdeeld: 50 tegen 50.

### Na de impeachment
Clinton ontwikkelde een nauwe werkrelatie met Tony Blair, die in 1997 tot Britse premier was gekozen. Hij toonde persoonlijke belangstelling voor de Noord-Ierse problematiek en bezocht het gebied drie keer om de vrede te bevorderen. Dit leidde tot gesprekken tussen beide kampen, die uitmondden in de belofte van het Ierse Republikeinse Leger, op 23 oktober 2001, om zich te ontwapenen.
In 1999 slaagde Clinton er samen met het door de Republikeinen gedomineerde Congres in om voor het eerst sinds 1969 de begroting in evenwicht te brengen.

### Door Clinton getekende wetgeving
- Instelling van het vrijwilligersprogramma Americorps.
- De "Crime Bill Expansion" uit 1994, onderdeel van meer omvattende misdaadwetgeving. De federale doodstraf werd hierin uitgebreid tot ongeveer zestig misdrijven.
- Op 14 maart 1996 gaf Clinton zijn toestemming aan een 100 miljoen dollar kostende overeenkomst met Israël, die als doel had terroristen op te sporen en uit te schakelen.
- "Brady-wet", die onder andere een wachttijd verplicht bij aanschaf van wapens.
- Telecommunicatiewetgeving die belangrijke eigendomsrechtenbeperkingen van radio- en televisiezenders ophief.
- Communications Decency Act, een wet die ervoor zorgt dat iemand die onzedelijk materiaal over het internet aan minderjarigen verspreidt, bestraft zou kunnen worden. De wet is omstreden bij groepen die de vrijheid van meningsuiting hoog in het vaandel hebben.
- Hervorming van de bijstand. Clinton tekende dit na twee keer eerder een veto te hebben gegeven.
- NAFTA, Noord-Amerikaanse Vrijhandelsovereenkomst.
- Verhoging van het minimumloon.
- Digital Millennium Copyright Act, een wet die muziekpiraterij tegen moet gaan.
- Wetgeving die het staten onder andere mogelijk maakt om een in een andere staat gesloten huwelijk tussen mensen van hetzelfde geslacht niet te erkennen.
- Iraq Liberation Act, waarmee het verdrijven van Saddam Hoessein officieel beleid werd.

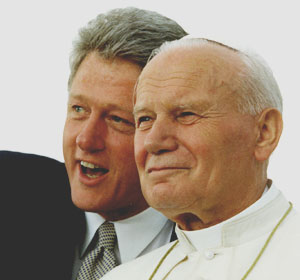
Bill Clinton en Paus Johannes Paulus II in 1993.

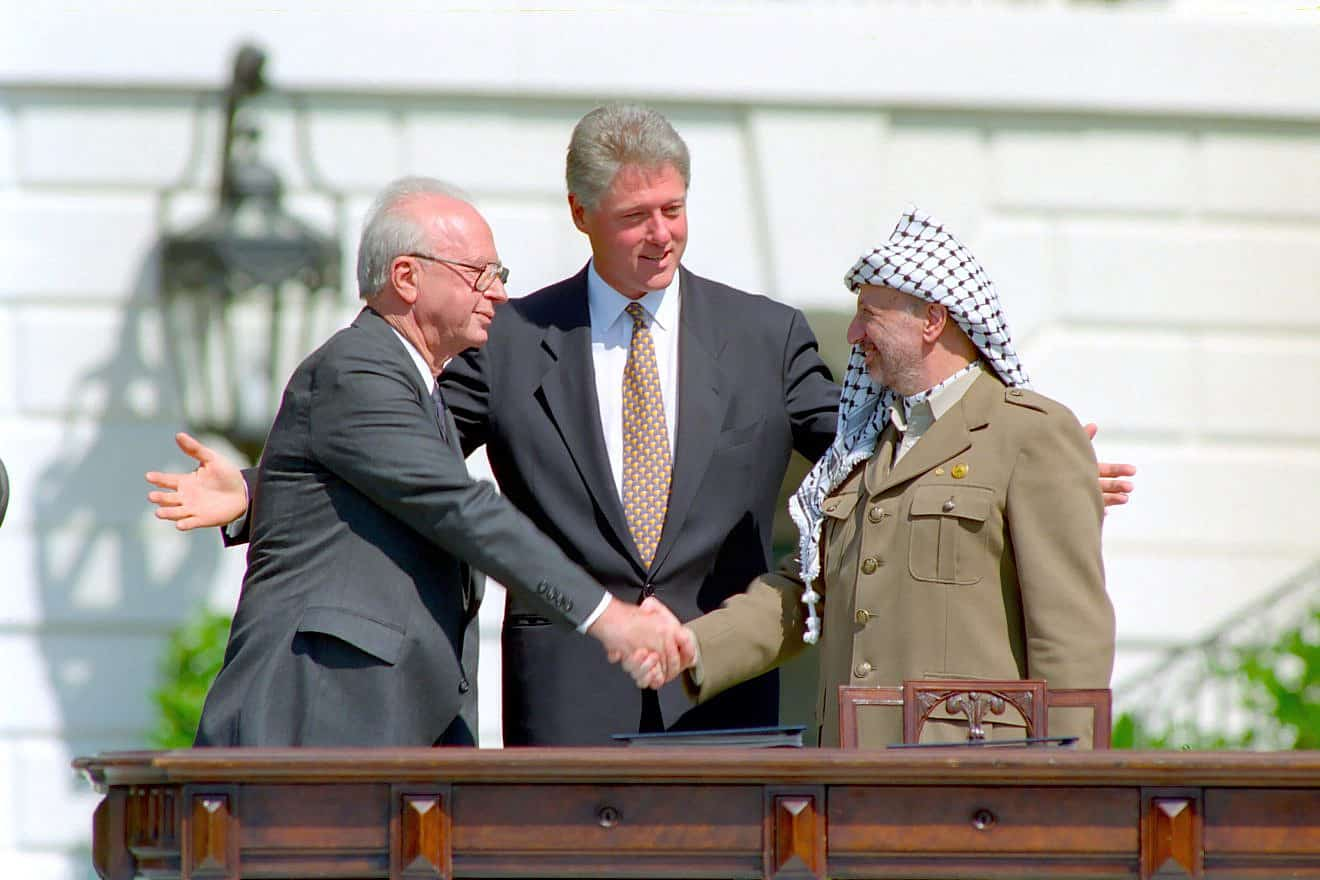
Yitzchak Rabin, Bill Clinton en Yasser Arafat in 1993.

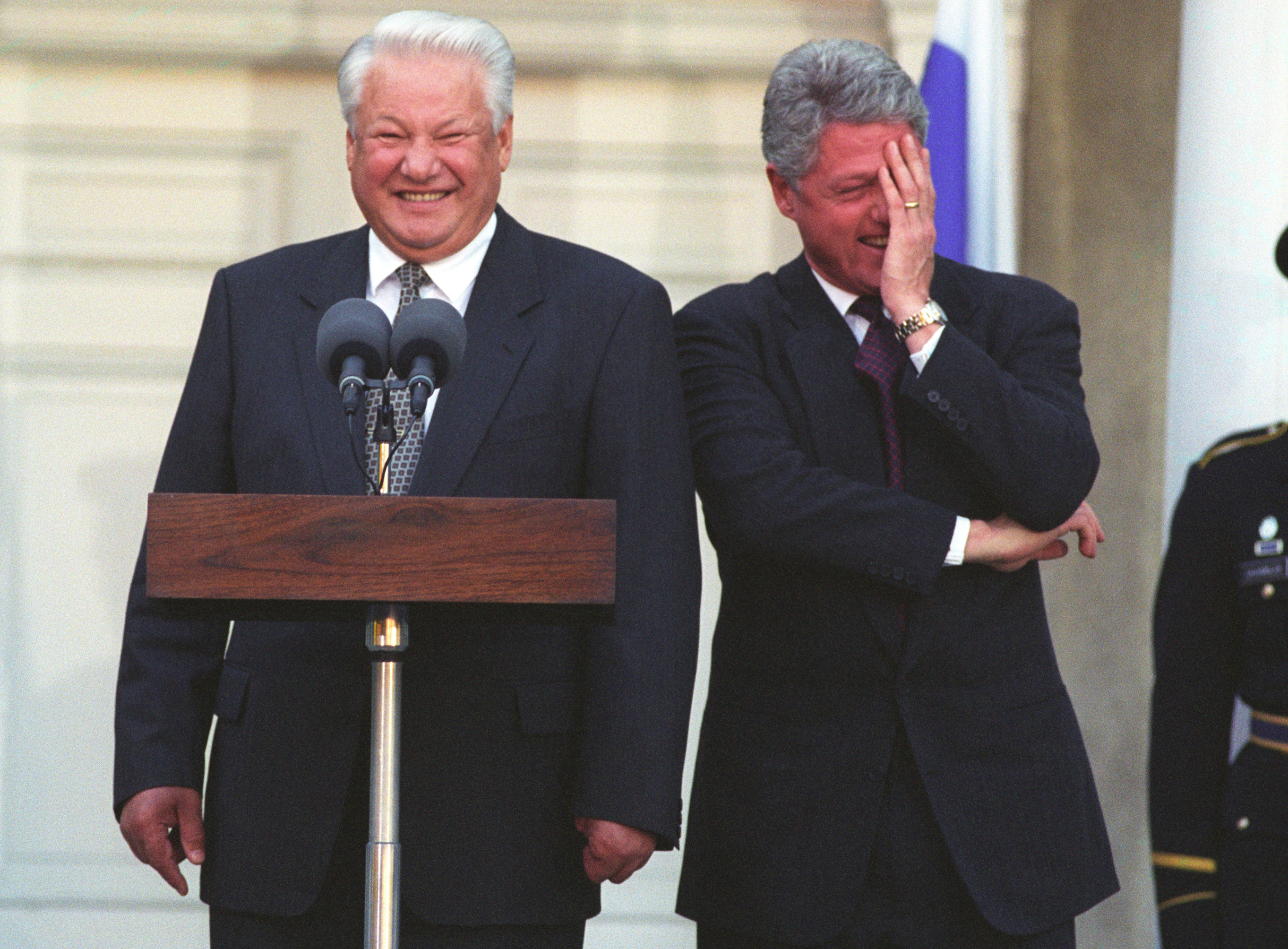
Bill Clinton en toenmalig Russische president Boris Jeltsin in 1995.

### Belangrijkste veto's
- Begroting voor 1996. Clintons veto leidde tot een tijdelijke "sluiting" van de overheid.
- H.R. 1833, gedeeltelijk abortusverbod.
- Hervorming van de bijstand. Zie hierboven.

### Benoemingen Oppergerechtshof
- Ruth Bader Ginsburg in 1993, waarmee hij de eerste Democratische president was die een vrouw hiervoor benoemde.
- Stephen Breyer in 1994.

### Belangrijkste door Congres geblokkeerde wetgeving
- Hervorming van het volksgezondheidssysteem. (Zie ook hierboven.) Het plan, uitgedacht door een commissie onder leiding van Hillary Clinton, voor een universeel gezondheidszorgprogramma liep stuk door zijn complexiteit en tegenstand van verzekeraars en de medische wereld. Het kreeg geen enkele stem voor.

### Initiatieven
- Hervorming van de sociale zekerheid. Clinton benoemde hiervoor een commissie, maar onderschreef haar bevindingen niet en initieerde geen wetgeving.
- Probeerde Ehud Barak van Israël en Yasser Arafat, leider van de PLO, ertoe te bewegen om een akkoord te sluiten over de Joodse nederzettingen.
- Schiep het "Don't ask, don't tell"-beleid (zie hierboven) ten aanzien van homoseksuelen in het leger.

### Belangrijke data
- 26 februari 1993 - Bij een terroristische aanslag op het World Trade Center komen 6 mensen om en raken 1000 mensen gewond. Clinton reageert door op 26 juni van dat jaar bombardementen uit te voeren op Afghanistan.[bron?]
- 19 april 1993 - De belegering door de FBI van een gebouw van de religieuze sekte Branch Davidians in Waco in de staat Texas vanwege vermeend illegaal wapenbezit leidt tot de dood van 80 mensen.
- 20 juli 1993 - Clintons vriend en vertrouweling Vince Foster pleegt zelfmoord gedurende het onderzoek naar het Whitewater-schandaal, waarin Clinton van fraude beschuldigd werd.
- 13 september 1993 - Onder zijn bemiddeling werden de Oslo-akkoorden uitgewerkt en overeengekomen.[9] In de marge van de vredesconferentie van Madrid (1990) hadden in het geheim in Oslo gesprekken plaats gevonden tussen een Israëlisch en een Palestijns team. Daar was het fundament gelegd. Er waren brieven uitgewisseld tussen de partijen. Arafat had namens de PLO de staat Israël erkend. Israël had de PLO erkend als de vertegenwoordiger van de Palestijnen. Op 13 september 1993 tekenden premier Jitschak Rabin namens de staat Israël en voorzitter Jasser Arafat namens de PLO de "Declaration of Principles on Interim Self-Government Arrangements" (DPISGA ofwel de "Oslo Agreement" (ook wel Oslo 1)).[9] Dit gebeurde tijdens de wereldberoemd geworden plechtigheid in de tuin van het Witte Huis in Washington met talrijke gasten en de pers, die de hele wereld vertegenwoordigden. Met Clinton als glimlachende getuige gaven stak Arafat een hand uit naar Rabin, die deze met enige aarzeling schudde. Clinton, Rabin en Arafat hielden ieder een toespraak. Ook de "Agreed Minutes" die bij Oslo 1 hoorden werden ondertekend.[9]
- Op 28 september 1995 werd de “Interim Agreement on the Westbank and Gaza Strip” (IAWG) getekend door de staat Israël en de PLO (ook wel Oslo 2 genoemd). Over de "final status" (Jeruzalem, het vluchtelingenvraagstuk en de nederzettingen) zou in de laatste fase worden onderhandeld. In de hierboven vermelde overeenkomsten komen de woorden “Palestijnse Staat” of “Arabische staat” overigens niet voor. Het vredesproces liep tijdens de jaren '90 steeds meer vast. Clinton probeerde nog voor het eind van zijn tweede termijn met een Camp David 2 tussen Israëlisch premier Ehud Barak en Arafat vrede te bereiken, maar dat lukte niet. In Taba werd in januari 2001 een ultieme poging gedaan, die nipt (werd gezegd) mislukte. Maar de Israëlische verkiezingen kwamen eraan en daarmee politieke strijd tussen Barak en Ariël Sharon. De Tweede Intifada ontstond najaar 2000, na een door de Palestijnen als provocatie gezien bezoek van Sharon aan de Haram As Sharif/Tempelberg. Later gaf Clinton Arafat de schuld van het mislukken van de onderhandelingen.[10] Arafat stond echter op het recht van terugkeer van de Palestijnse vluchtelingen en hun nazaten.[11]
- 3 oktober 1993 - Vele US Rangers komen om tijdens de Slag om Mogadishu in Somalië. Het leger is woedend omdat het de apparatuur die het cruciaal achtte voor de operatie niet kreeg.
- 1994 - Clinton zendt troepen naar Haïti om president Aristide weer aan de macht te helpen.
- 14 januari 1995 - Clinton en de Russische president Boris Jeltsin tekenen de Kremlinakkoorden. Nucleaire raketten worden niet meer permanent gericht op strategische doelen. Tevens wordt Ruslands nucleaire arsenaal in Oekraïne ontmanteld.
- 19 april 1995 - Een bom in een auto geplaatst voor een gebouw van de federale overheid in Oklahoma City in de staat Oklahoma doodt 168 mensen. Degene die de bom had geplaatst is de geboren Amerikaan Timothy McVeigh.
- 14 november 1995 - Vanwege het vastlopen van begrotingsonderhandelingen tussen het Congres en de president moeten grote delen van het federale-overheidspersoneel tijdelijk naar huis. Deze situatie duurt tot januari 1996.
- december 1995 - Clinton organiseert besprekingen op de Wright-Patterson Air Force Base in de staat Ohio, die uitmonden in de Dayton-vredesakkoorden, die leiden tot een tijdelijke wapenstilstand op de Balkan.
- december 1995 - Clintons bezoek aan Ierland leidt tot de instelling van een internationale commissie voorgezeten door voormalig senator George Mitchell.
- 6 november 1996 - Clinton wordt herkozen ten koste van de Republikeinse uitdager Bob Dole.
- oktober 1997 - De Chinese premier Jiang Zemin bezoekt het Witte Huis.
- augustus 1998 - Clinton beveelt aanvallen met kruisraketten op Afghanistan en op een fabriek in Soedan waarvan hij dacht dat er chemische wapens gemaakt werden. Het bleek een medicijnfabriek te zijn. De aanvallen staan ook bekend onder de codenaam Operatie Infinite Reach en waren tevens een vergelding voor de aanslagen op de Amerikaanse ambassades in Tanzania en Kenia op 7 augustus 1998.[12]
- 16 december 1998 - Clinton en Blair bombarderen drie dagen lang Irak in de Operatie Desert Fox zonder toestemming van de VN. Volgens Clinton en Blair zou Irak massavernietigingswapens hebben.
- 19 december 1998 - Impeachment (afzettingsprocedure) tegen Clinton begint.
- voorjaar 1999 - Van 24 maart tot 10 juni bombardeert de NAVO Kosovo en Servië (de Kosovo-oorlog). Op 7 mei raken Amerikaanse bommen de Chinese ambassade in Belgrado. Daardoor komen er even problemen tussen de NAVO en China, want een ambassade van een land bombarderen is een aanval op dat land. De problemen worden snel opgelost. In juni capituleert Servië; en neemt de VN het bestuur van Kosovo op zich.
- 5 oktober 2000 - De nederlaag van president Slobodan Milošević bij eerdere verkiezingen leidt tot massademonstraties in Belgrado en uiteindelijk tot het ineenstorten van het regime. Oppositieleider Vojislav Koštunica wordt op 6 oktober de nieuwe president.

### Gratieverleningen
Aan het einde van zijn tweede termijn gaven peilingen aan dat meer dan 60% van de bevolking achter Clinton stond, ondanks een aantal controversiële gratieverleningen die hij vlak voor het einde van zijn presidentschap pleegde. Het is voor Amerikaanse presidenten namelijk gebruikelijk om aan het einde van hun ambtstermijn gratie te verlenen, maar in Clintons geval (140 op zijn laatste dag als president, onder wie aan mensen die zijn campagne hadden gefinancierd en aan een drugshandelaar) leidde dit - tijdelijk - tot een grote daling in populariteit. Tot de personen die gratie kregen behoorde Marc Rich, wat een omstreden beslissing was.

## Na het presidentschap
De eerste jaren na zijn presidentschap besteedde Clinton aan het verzilveren van zijn populariteit. Hij reisde de wereld rond om tegen royale vergoeding lezingen te houden, en kon zo zijn torenhoge advocatenrekeningen betalen. Eind 2004 werd in Little Rock, Arkansas, de Clinton Presidential Center geopend. Belangrijkste spreker was George H.W. Bush (senior), die zijn opvolger veel lof toezwaaide. De voormalige president George W. Bush heeft zijn twee voorgangers samen op belangrijke missies gestuurd. Zo reisde het duo begin 2005 naar Azië om de Amerikaanse hulpverlening na de tsunami te coördineren, en vertegenwoordigden ze de VS bij de begrafenis in april 2005 van de paus. Na de
orkaan Katrina, die in 2005 New Orleans en het zuiden van de Golf van Mexico-staten verwoestte, werden de twee oud-presidenten als "most distinguished citizens" belast met het inzamelen van giften voor de getroffen inwoners.
Op 4 augustus 2009 wist Clinton, tijdens een bezoek aan de Noord-Koreaanse leider Kim Jong-Il, de vrijlating van twee Amerikaanse journalistes te bewerkstelligen die enkele maanden eerder tot 12 jaar dwangarbeid waren veroordeeld wegens het illegaal oversteken van de grens.

### Amerikaanse presidentsverkiezingen 2008
Tijdens de Democratische voorverkiezingen voor het presidentschap in 2008 stond Clinton zijn vrouw Hillary bij in haar campagne. Zijn rol was dusdanig prominent dat Obama opmerkte dat hij soms niet wist "tegen welke Clinton" hij streed.

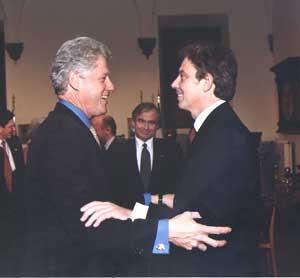
Bill Clinton en toenmalig premier van het Verenigd Koninkrijk Tony Blair in 1998.

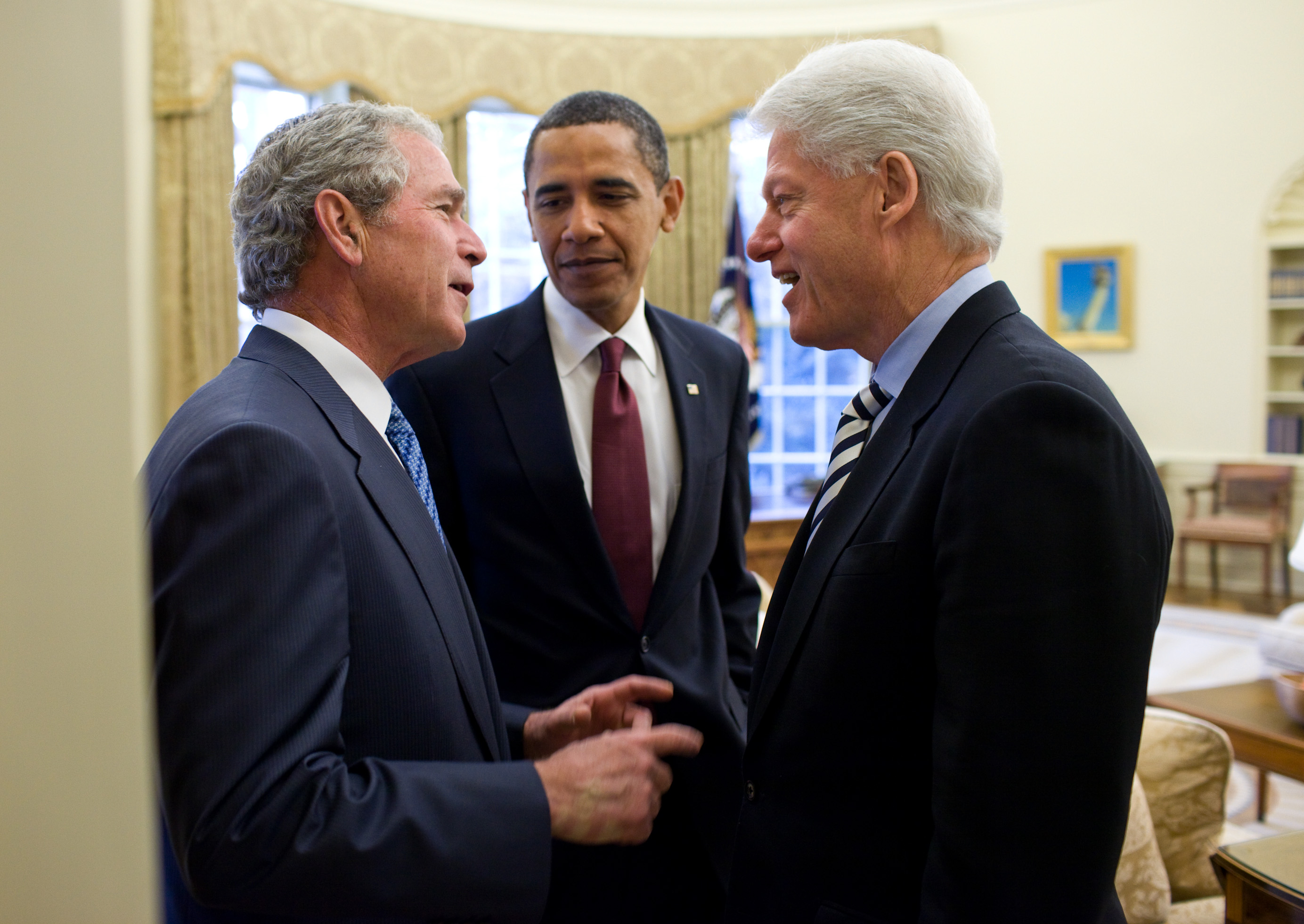
Bill Clinton samen met oud-president George W. Bush op bezoek bij president Barack Obama in 2010.

Clinton dreigde zijn hand te overspelen toen hij na de overwinning van Obama in South Carolina stelde dat (de zwarte) Jesse Jackson in 1984 tijdens de voorverkiezingen daar ook gewonnen had, maar uiteindelijk niet de Democratische kandidaat zou worden. Ook stelde hij dat Obama te weinig ervaring had voor het presidentsambt. Een aantal Democratische prominenten vroegen Clinton zijn toon te matigen. Uiteindelijk had de kritiek van Clinton niet het gewenste effect en verloor zijn vrouw na een spannende strijd de voorverkiezingen van Obama. Na enige tijd schaarden zij en haar man zich achter hem. Op de Democratische conventie in Denver sprak Bill Clinton zijn steun uit voor Obama en stelde hij dat Obama "klaar voor het presidentschap" was.

### Gezondheid
Op 6 september 2004 onderging Clinton een vierdubbele bypassoperatie. Nadien moest hij nog een lichte operatie ondergaan om littekenweefsel te verwijderen. Sindsdien toont Clinton zich een fervent anti-roker. Hij is bovendien veganistisch gaan eten.

### Speaker

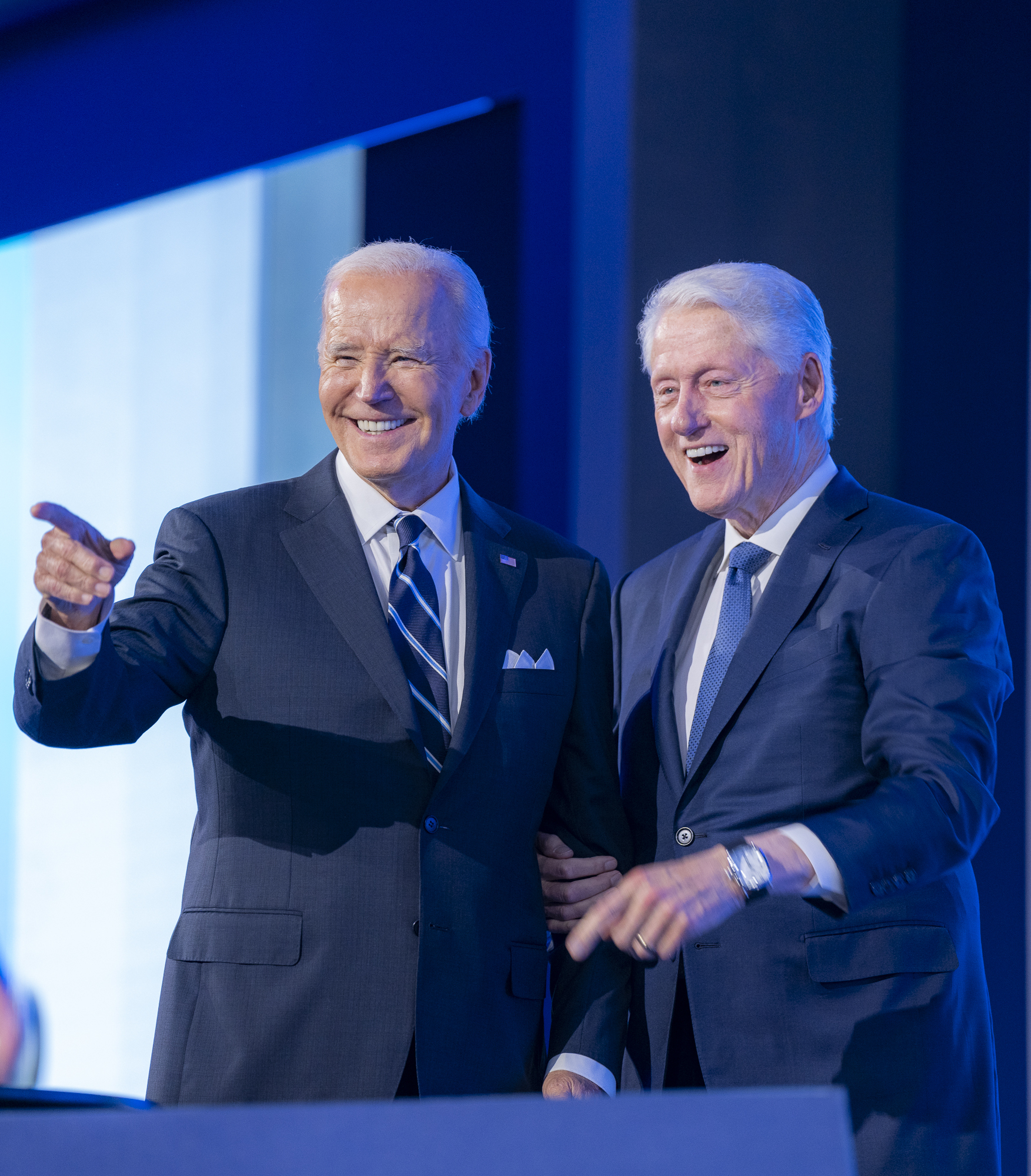
Bill Clinton en Joe Biden in 2024

Bill Clintons carrière als speaker leidde voor de Clintons tot uitzonderlijke rijkdom. Zo betaalde de Nederlandse financiële dienstverlener Achmea voor een speech in Achlum 600 duizend dollar (ongeveer 440 duizend euro), wat de op drie na hoogste vergoeding was die hij van 2001 tot en met 2013 ontving voor zijn speeches.

### Schrijver
In 2018 was Clinton co-auteur van de politieke thriller The President Is Missing, die hij schreef samen met James Patterson. In 2021 brachten ze samen een tweede boek uit, wederom een politieke thriller, The President's Daughter, en in 2025 een derde politieke thriller: The First Gentleman.

## Clinton in populaire cultuur
In 1996 verscheen de politieke roman Primary colors: a novel of politics (Nederlandse vertaling: De kandidaat) van journalist Joe Klein (maar anoniem gepubliceerd), over de eerste campagne van Clinton in de Democratische voorronde (primary) van de presidentsverkiezing in 1992. Clinton heet hier Jack Stanton. De roman werd verfilmd in 1998 met John Travolta als Bill en Emma Thompson als Hillary.

## Memoires
In 2004 verscheen Bill Clintons autobiografie My Life (Alfred A. Knopf, New York), over zijn leven tot en met zijn presidentschap. Nog in hetzelfde jaar verscheen de Nederlandse vertaling onder de titel Mijn leven (Uitgeverij Balans, Amsterdam). Een tweede deel verscheen in 2024, getiteld My Life After The White House.

## Onderscheidingen
- 1998: Orde van de Witte Leeuw (Tsjechië)
- 2005: Four Freedoms Award Freedom Medal
- 2024: Orde van Tomáš Garrigue Masaryk